# Rally de Croacia de 2011
El Rally de Croacia de 2011, oficialmente 38. Croatia Rally 2011 fue la edición 38.ª, la segunda ronda de la temporada 2011 del Campeonato de Europa de Rally y la cuarta del campeonato de Croacia. Se celebró del 20 al 22 de mayo.

## Clasificación final
| Pos. | Piloto            | Copiloto              | Automóvil                      | Tiempo    | Diferencia | Puntos |
| ---- | ----------------- | --------------------- | ------------------------------ | --------- | ---------- | ------ |
| 1.   | Luca Rossetti     | Matteo Chiarcossi     | Fiat Abarth Grande Punto S2000 | 2:21:09.1 | 0.0        |        |
| 2.   | Luca Betti        | Maurizio Barone       | Peugeot 207 S2000              | 2:22:51.2 | +1:42.1    |        |
| 3.   | Maciej Oleksowicz | Andrzej Obrebowski    | Ford Fiesta S2000              | 2:24:01.0 | +2:51.9    |        |
| 4.   | Dimitar Iliev     | Yanaki Yanakiev       | Škoda Fabia S2000              | 2:25:33.6 | +4:24.5    |        |
| 5.   | Szymon Ruta       | Sebastian Rozwadowski | Peugeot 207 S2000              | 2:27:14.2 | +6:05.1    |        |
| 6.   | Antonín Tlusťák   | Jan Škaloud           | Škoda Fabia S2000              | 2:28:09.9 | +7:00.8    |        |
| 7.   | Niko Pulić        | Bruno Šantić          | Fiat Abarth Grande Punto S2000 | 2:28:15.0 | +7:05.9    |        |
| 8.   | Maciej Rzeznik    | Przemyslaw Mazur      | Subaru Impreza STi R4          | 2:29:40.2 | +8:31.1    |        |
| 9.   | Rok Turk          | Enej Ložnar Kranjc    | Peugeot 207 RC R3T             | 2:34:32.7 | +13:23.6   |        |
| 10.  | Elia Bossalini    | Daniele Mangiarotti   | Peugeot 207 S2000              | 2:35:48.4 | +14:39.3   |        |

| Predecesor: 1000 Miglia 2011 | ERC 2011 | Sucesor: Bósforo 2011 |